# Critères de contrôle du Caroline
 (décembre 2023).
La mise en forme du texte ne suit pas les recommandations de Wikipédia : il faut le « wikifier ».
Les points d'amélioration suivants sont les cas les plus fréquents. Le détail des points à revoir est peut-être précisé sur la page de discussion.
- Les titres sont pré-formatés par le logiciel. Ils ne sont ni en capitales, ni en gras.
- Le texte ne doit pas être écrit en capitales (les noms de famille non plus), ni en gras, ni en italique, ni en « petit »…
- Le gras n'est utilisé que pour surligner le titre de l'article dans l'introduction, une seule fois.
- L'italique est rarement utilisé : mots en langue étrangère, titres d'œuvres, noms de bateaux, etc.
- Les citations ne sont pas en italique mais en corps de texte normal. Elles sont entourées par des guillemets français : « et ».
- Les listes à puces sont à éviter, des paragraphes rédigés étant largement préférés. Les tableaux sont à réserver à la présentation de données structurées (résultats, etc.).
- Les appels de note de bas de page (petits chiffres en exposant, introduits par l'outil «  Source ») sont à placer entre la fin de phrase et le point final[comme ça].
- Les liens internes (vers d'autres articles de Wikipédia) sont à choisir avec parcimonie. Créez des liens vers des articles approfondissant le sujet. Les termes génériques sans rapport avec le sujet sont à éviter, ainsi que les répétitions de liens vers un même terme.
- Les liens externes sont à placer uniquement dans une section « Liens externes », à la fin de l'article. Ces liens sont à choisir avec parcimonie suivant les règles définies. Si un lien sert de source à l'article, son insertion dans le texte est à faire par les notes de bas de page.
- La présentation des références doit suivre les conventions bibliographiques. Il est recommandé d'utiliser les modèles {{Ouvrage}}, {{Chapitre}}, {{Article}}, {{Lien web}} et/ou {{Bibliographie}}. Le mode d'édition visuel peut mettre en forme automatiquement les références.
- Insérer une infobox (cadre d'informations à droite) n'est pas obligatoire pour parachever la mise en page.

Pour une aide détaillée, merci de consulter Aide:Wikification.
Si vous pensez que ces points ont été résolus, vous pouvez retirer ce bandeau et améliorer la mise en forme d'un autre article.
Les critères de contrôle du Caroline sont une formulation du droit international coutumier du XIXe siècle, réaffirmée par le tribunal de Nuremberg après la Seconde Guerre mondiale, selon laquelle la nécessité d'une légitime défense préventive doit être « instantanée, nécessaire et ne laissant aucun choix de moyens, ni aucun choix de moment de délibération ». L'épreuve tire son nom de l'affaire du Caroline.

## Contexte historique
En 1837, les colons du Haut-Canada se révoltèrent contre l'administration britannique en Amérique du Nord. Les États-Unis sont restés officiellement neutres à l'égard de la rébellion, mais les sympathisants américains ont aidé les rebelles en leur fournissant des hommes et des fournitures, transportés par un bateau à vapeur nommé Caroline. En réponse, une force combinée anglo-canadienne du Canada est entrée de nuit sur le territoire des États-Unis, s'est emparée du Caroline, a incendié le navire et l'a envoyé au-dessus des chutes du Niagara. Un horloger américain, Amos Durfee, a été accidentellement tué par Alexander Macleod, un shérif canadien. Les Britanniques ont affirmé que l'attaque était un acte de légitime défense. Dans une lettre adressée à l'ambassadeur britannique, le secrétaire d'État Daniel Webster a soutenu qu'un demandeur de légitime défense devrait démontrer que :

« La nécessité de légitime défense était instantanée, nécessaire, ne laissant aucun choix de moyens, ni aucun moment de délibération..., et que la force britannique, même en supposant que la nécessité du moment les autorisait à pénétrer en territoire des États-Unis, n'a rien fait d'irraisonnable ou d'excessif ; car l'acte, justifié par la nécessité de légitime défense, doit être limité par cette nécessité et clairement contenu à l'intérieur de ses limites. »

## Exigences
Les termes de « légitime défense anticipée », « légitime défense préventive » et « préemption » font traditionnellement référence au droit d'un État de frapper en premier en cas de légitime défense face à une attaque imminente. Afin de justifier une telle action, le test de Caroline comporte deux exigences distinctes :
1. Le recours à la force doit être nécessaire parce que la menace est imminente et la recherche d'alternatives pacifiques n'est donc pas une option (nécessité) ;
2. La réponse doit être proportionnée à la menace (proportionnalité).

Dans la formulation originale de Webster, le critère de nécessité est décrit comme « instantané, écrasant, ne laissant aucun choix de moyens ni aucun moment de délibération ». Cela a ensuite été qualifié de « nécessité immédiate et écrasante ».

## Importance
Le principe de la légitime défense avait été reconnu avant l'arrêt Caroline, mais ce contrôle se distingue par le fait qu'il énonce des critères précis permettant de déterminer s'il y a eu un exercice légitime de ce droit. Le critère a été accepté par le Royaume-Uni et a fini par être accepté comme faisant partie du droit international coutumier.
La menace ou le recours à la force sont interdits par le droit international coutumier et par la Charte des Nations unies lorsqu'ils font partie d'une guerre préventive menée contre le territoire d'un État.
Dans l'affaire Lotus, la Cour permanente de Justice internationale a décidé que « la première et principale restriction imposée par le droit international à un État est que – sauf règle permissive contraire – il ne peut exercer son pouvoir sous aucune forme dans le territoire d'un autre État. »  
Le test de la Caroline a été reconnu et approuvé par le tribunal de Nuremberg, qui a adopté les mêmes mots utilisés dans le test pour juger l'invasion de la Norvège et du Danemark par l'Allemagne pendant la Seconde Guerre mondiale.
Le droit de légitime défense est autorisé lorsque les conditions du droit international coutumier concernant la nécessité et la proportionnalité sont remplies. L'article 51 de la Charte des Nations unies reconnaît « le droit inhérent de légitime défense individuelle ou collective en cas d'attaque armée contre un membre des Nations unies, jusqu'à ce que le Conseil de sécurité ait pris les mesures nécessaires au maintien de la paix et de la sécurité internationales ». Le test de la Caroline s'applique dans les cas où l'article 51 n'est pas une règle permissive parce qu'une action défensive a été entreprise avant qu'une attaque armée ne se produise.

## Exemples possibles
La crise des missiles de Cuba, la guerre des Six Jours et l'attaque d'un réacteur nucléaire irakien sont considérées comme les situations les plus proches dans lesquelles le test Caroline aurait été applicable.

## Voir également
- Guerre de préemption
- Légitime défense en droit international public